# Конкордизм
«Конкордизм» (з лат. «погодження») — праця українського письменника Володимира Винниченка, що була написана ним наприкінці життєвого шляху у Франції та є підсумком його поглядів. Авторське визначення жанру — «соціопсихотерапевтичний» трактат. В цій книзі Винниченко висловлюється з приводу найрізноманітніших питань (від гігієни до оптимального політичного режиму). Праця, як і погляди Винниченка, позначена істотним впливом Фрідріха Ніцше. За життя автора не була надрукована.

## Зміст
1. Щастя
2. Перешкоди щастю. Соціальна нерівність
3. Перешкоди щастю. Релігія
4. Конкордизм
5. Мораль дискордизму і мораль конкордизму
6. Мораль конкордизму. Погодження з природою
7. Погодження з природою. Годування
8. Погодження з собою
9. Погодження з ближнім
10. Погодження з ближніми. Сексуальна мораль дискордизму і конкордизму
11. Погодження з ближніми. Сексуальна мораль конкордизму
12. Погодження з колективом
13. Колективна мораль. Програма соціально-економічна
14. Колективна мораль. Програма політична
15. Інтернаціональний дискордизм та конкордизм
16. Спроби здійснення конкордизму
Післямова

## Правила конкордизму
1. В усіх галузях життя звільняйся від гіпнозу релігії і будь просто часткою природи.
2. Будь погоджений з іншими, нешкідливими тобі живими істотами на землі і скільки мога бувай у русі, на повітрі, в найближчому контакті з сонцем, водою, рослиною.
3. Не годуйся нічим противним природі людини.
4. Будь суцільним.
5. Будь чесним із собою.
6. Будь погоджений у слові й дії.
7. Будь послідовним до кінця.
8. Не старайся любити ближніх без оцінки і не претендуй на їхню любов, не будучи цінним для них.
9. Завсігди пам'ятай, що всі люди і ти сам хворі на страшну хворобу дискордизму. Борися не догмою, ненавистю, карою, а розумінням, жалістю, поміччю.
10. Живи тільки з своєї власної праці.
11. Кохайся, з ким любо кохатися, але родину твори тільки з тою людиною, яку ти всією душею і всім тілом хотів би (хотіла б) мати за матір (батька) дітей твоїх.
12. Не пануй і не підлягай пануванню.
13. Будь не над колективом, ні під ним, не поза ним, а тільки активною, відданою клітиною його, і тоді навіть страждання за нього буде тобі за вищу радість.

## Критика
Як зазначає Тамара Гундорова, «[…] єресь соціалістичного утопізму, на основі якого вибудовується конкордистська свідомість у Винниченка, виявляється в тому, що на місці раю автором підставляється санаторій, а на місце природності — боротьба і поневолення. Винниченко доходить висновку, що утвердити конкордизм можна лише примусово, наприклад спеціальним лікуванням. […] Так ревізіоністська соціалістична утопія Винниченка виявляється одним з різновидів теорії насильства»